# Descanso en la huida a Egipto (Zurbarán)
El Descanso en la Huida a Egipto o La Sagrada Familia es un cuadro de Francisco de Zurbarán realizado el año 1659, durante su segunda estancia en Madrid entre los años 1658-1664. 

## Introducción
Son relativamente pocos los lienzos pintados por Zurbarán en su etapa final en Madrid. Son obras destinadas a la devoción privada, que muestran su interés por adaptarse al ambiente de la capital del mundo artístico español. Puesto que estos lienzos no estaban destinados a la anterior clientela monástica, Zurbarán tuvo que adaptar tanto las temáticas como su estilo artístico. Por ello, abandonó el antiguo tenebrismo, substituido en esta etapa por un modelado más delicado, unos fondos a menudo más claros y variados, y por un colorido y una escenografía más ricos.

## Tema de la obra
Existen dos interpretaciones de este lienzo, ambos propensos a ir acompañados del motivo iconográfico de la Virgen de la Leche. Según Alfonso Pérez Sánchez, Enrique Valdivieso, y Éva Nyerges se trata de la Sagrada Familia en el portal de Belén. Odile Delenda sostiene que representa el Descanso en la huida a Egipto, ya que los personajes visten ropa de viaje, están en un edificio en ruinas, y el Niño Jesús va abrigado, mientras que en las Sagradas Familias en Belén suele representarse casi desnudo.
Existía una obra de Zurbarán muy parecida a la presente —de finales de su etapa en Sevilla— destruida en un incendio en Londres el año 1991. Para la composición de ambas obras, el pintor seguramente se basó en un grabado de Marco Dente sobre una obra de Rafael Sanzio tratando este tema.

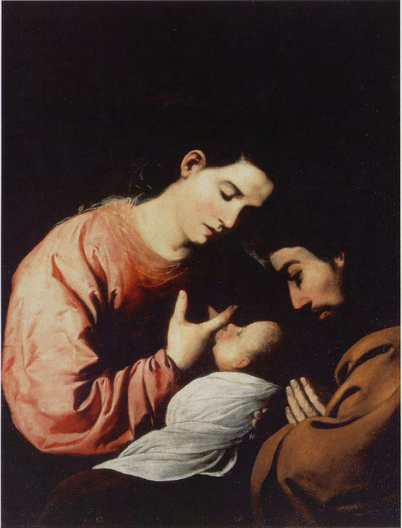
La Sagrada Familia, de Zurbarán. Catalogado por Odile Delenda con el número 247.

## Descripción de la obra
Datos técnicos y registrales
- Museo de Bellas Artes de Budapest. —Inv. n° 2536— [5]
- Pintura al óleo sobre lienzo; 121,5 x 97 cm; Fecha de realización: 1659;
- Catalogado por Odile Delenda con el número 266 en su catálogo razonado de obras de Zurbarán, y por Tiziana Frati con el número 486.[6]
- Firmado y fechado, abajo en el centro: Franco dezurbaran f./1659.[7]

### Análisis de la obra
Las figuras son casi de tamaño natural y representadas como personajes cotidianos. José de Nazaret y la Virgen María están dulcemente inclinados hacia el Niño. José está representado como un hombre joven, de acuerdo con las normas derivadas de la Contrarreforma. El Niño es encantador, envuelto en paños y fajado, representado con gran naturalidad. Zurbarán presta gran atención a los pliegues de las telas, recreándose en los diferentes colores. En la parte superior izquierda aparece un hermoso paisaje crepuscular, y toda la composición está bañada por una suave luz.

## Procedencia
1. ¿[Madrid, colección Ambrosio Serrano Beltrán antes de 1716; Donado como dote a su hija Mª Josefa Serrano; Guadalajara, colección Urbina y Pimentel]?
2. París, venta [Laneuville], 27 de junio de 1825, n° 99;
3. Comprado por el marchante Samson (250 FF);
4. Colección conde de Altamira; Londres, venta Altamira, 1 de junio de 1827, n° 39;
5. Colección vizconde de Clifden;
6. Londres, venta Christie’s, 6 de mayo de 1893, n° 32 (24 £);
7. Londres, Colnaghi & Co;
8. París, colección Porgès;
9. París, galería Kleinberger;
10. Comprado en 1904 por el Museo de Budapest (7.672 FF).[9]